# 国分寺市立第一中学校
国分寺市立第一中学校（こくぶんじしりつ だいいちちゅうがっこう）は、東京都国分寺市東戸倉二丁目にある公立中学校。

## 沿革
- 1947年（昭和22年） - 開校。

## 学校教育目標
- 自ら考え、判断し、行動できる人になろう
- 思いやりのある、心豊かな人になろう（平成21年度の重点目標）
- 心身ともに、健康でたくましい人になろう

## 校歌
- 作詞：土岐善麿、作曲：信時潔[1]

## 通学区域
一部の地域では他の学校へと選択可能となっている。
- 国分寺市立第三小学校
  - 東恋ヶ窪一丁目から四丁目、六丁目の全域、東戸倉一丁目1～5番
- 国分寺市立第五小学校
  - 日吉町一丁目から三丁目の全域、四丁目14～32番
- 国分寺市立第六小学校
  - 東戸倉一丁目（6番以降）及び二丁目の全域
- 国分寺市立第九小学校
  - 東恋ヶ窪五丁目の全域、西恋ヶ窪一丁目8～9番・10番（18～35）・11番・12番（38～44・47・48）・13～50番、二丁目から四丁目の全域、戸倉一丁目1～13番、日吉町四丁目1～13番

- 選択可能
  - 西恋ヶ窪一丁目1～3番・5～7番・10番（1～17、36～44）・12番（1～37・45・46）

## アクセス
- 西武国分寺線恋ヶ窪駅下車徒歩3分

## 著名な卒業生
- 井澤邦夫（政治家、国分寺市長）
- たかだすみれ（シンガーソングライター）